# NGC 339
NGC 339 је расејано звездано јато у сазвежђу Тукан које се налази на NGC листи објеката дубоког неба.
Деклинација објекта је - 74° 28' 20" а ректасцензија 0h 57m 45,0s. Привидна величина (магнитуда) објекта NGC 339 износи 12,8 а фотографска магнитуда 12,0. NGC 339 је још познат и под ознакама ESO 29-SC25.